# Ньек
Ньек (венг. Nyék); — одно из семи племён венгров, входившее в древневенгерскую конфедерацию племён эпохи «Завоевания родины на Дунае». Племя Ньек упоминаются Константином Багрянородным в его труде «Об управлении империей».
Согласно Дьюле Немету, племя Nyék обозначает не старый (не древний) род, а «защитный», незначительный.
Племенное название Nyek сохранилось благодаря многочисленным названиям населённых пунктов Венгрии. Значение венгерского слова Nyék — «изгородь». Р. Г. Кузеев и Д. Немет сопоставляют племя Nyek с родовым подразделением Нагман, в составе башкирского племени Усерган.